# A-Rank Party o Ridatsu Shita Ore wa, Moto Oshiego-tachi to Meikyū Shinbu o Mezasu.
A-Rank Party o Ridatsu Shita Ore wa, Moto Oshiego-tachi to Meikyū Shinbu o Mezasu. (Aランクパーティを離脱した俺は、元教え子たちと迷宮深部を目指す。?) es una serie de novelas ligeras japonesas escritas por Kōsuke Unagi e ilustradas por Super Zombie. Se publicó en línea de octubre de 2020 a agosto de 2023 en el sitio web de publicación de novelas generadas por usuarios Shōsetsuka ni Narō. Más tarde fue adquirida por Kōdansha, que ha publicado tres volúmenes desde junio de 2021 bajo su sello Kōdansha Ranobe Books. 
Una adaptación al manga con arte de Yūri se ha publicado en línea a través del sitio web Magazine Pocket de Kōdansha desde junio de 2021 y se ha recopilado en siete volúmenes tankōbon. El manga tiene licencia en América del Norte de Kōdansha USA. Una adaptación a serie de televisión de anime producida por Bandai Namco Pictures se emitió en enero a junio de 2025. Se ha anunciado una segunda temporada.

## Argumento
Yuke, un Mago rojo de rango A, era maltratado como un trabajador manual y ridiculizado durante cinco años por sus compañeros de grupo por considerarlo inútil hasta que perdió la paciencia y abandona el grupo. Por un golpe de suerte, Yuki se une a un grupo de aventureras compuesto exclusivamente por sus antiguas alumnas. A medida que superan mazmorras una tras otra, la verdadera fuerza de Yuke se revela gradualmente.

## Personajes
Yuke (ユーク Yūku?)
 Seiyū: Hiromu Mineta
Un mago/alquimista rojo que dejó el grupo de rango A "Thunder Pike" después de ser miembro durante cinco años. En el momento de la retirada de Thunder Pike, el puntaje de credibilidad del aventurero era de rango B. No solo cuenta con habilidades de primer nivel como mago rojo que apoya varios aspectos de la batalla, sino que también puede derrotar a los jefes de piso con solo magia débil y activar múltiples hechizos sin recitar, todo por sí mismo. Además, tiene una personalidad muy seria y nunca deja de prepararse para una estrategia. Se ha convertido en el líder de "Clover" y apoya a sus antiguas alumnas.
Marina (マリナ?)
 Seiyū: Hana Inami
Miembro del grupo de novatas "Clover" y exalumna de Yuke cuando se desempeñó como instructor en el entrenamiento preliminar del aventurero. Su ocupación es espadachín mágico, que se dice que es una habilidad para la que sólo una de cada 10.000 personas tiene aptitud, y ha dominado la "transformación de espada mágica" que otorga a las armas un tremendo poder destructivo. No sólo tiene el poder de lucha que es indispensable para conquistar misiones, sino que su personalidad inocente la convierte en el centro de humor el grupo. Le encanta comer mucho y suele comer el doble de lo que come cualquier persona.
Silk (シルク Shiruku?)
 Seiyū: Natsumi Kawaida
Es la sublíder del grupo de novatas "Clover" y exalumna de Yuke al igual que Marina y Rain. Ocupación: Guardabosques/Usuario espiritual. Es una arquera experta y apoya hábilmente a Marina en sus peleas en el frente con sus excelentes habilidades de francotirador. Tiene una personalidad fuerte y goza de gran confianza dentro del grupo, y está a cargo de gestionar y guardar las recompensas del grupo por misiones exitosas. Su objetivo inmediato es comprar una base para "Clover". Tiene sus raíces en los "Elfos Oscuros", un clan que alguna vez fue perseguido.
Rain (レイン Rein?)
 Seiyū: Nene Hieda
Miembro del grupo de novatas "Clover". Aunque parece joven, tiene la misma edad que Yuke y es la mayor de sus antiguas alumnas. Su ocupación es la de monje/maga, y ha dominado muchas magias avanzadas, desde poderosas magias de ataque hasta la purificación de los muertos. Además, ama los artefactos mágicos incomparables hasta el punto de que se siente romántica con ellos, y sus ojos a menudo brillan ante los muchos objetos raros que Yuke ha coleccionado a lo largo de los años. Aunque tiene una personalidad reservada y tímida, tiene un lado sorprendentemente audaz hacia Yuke. Más tarde se revela que Rain es hija ilegítima de un noble y su tío, el Conde Crowder quiere obligarla a casarse con Mastoma, el Segundo Príncipe de Duna.
Nene (ネネ Nene?)
 Seiyū: Maria Sashide
Una semi humana con orejas de gato que se une al grupo Clover. Su ocupación actual es la de ninja, y solía ser ladrona. Es conocida por su buen oído y actúa como exploradora, descubriendo y desarmando trampas. También es una todoterreno que es experta en esgrima, técnicas ninja como el arte de la clonación y más.
Simon (サイモン Saimon?)
 Seiyū: Yoshiki Nakajima
Es el líder del grupo de rango A "Thunder Pike" al que pertenecía Yuke, y su ocupación es la de caballero. Era arrogante y no apreciaba a su amigo de la infancia Yuke, y su actitud irreverente lo llevó a abandonar el grupo. Sin embargo, "Thunder Pike" continuó luchando después de eso, por lo que intentaron traer de vuelta a Yuke. Después de darse cuenta de que Thunder Pike no puede hacer nada grandioso sin Yuke, Simon intenta obligarlo a entregar los logros y suministros de Clover. Esto sale mal, ya que la ley del gremio establece que los líderes de equipo no pueden estar subordinados entre sí, lo que resulta en un berrinche público de Simon. Más tarde, Simon y su grupo capturan a Yuke y su grupo quienes se encontraban en la mazmorra y le ponen un collar de esclavo a Rain para obligar a Yuke a firmar un contrato en el que el grupo Clover sea absorbido por Thunder Pike, amenazando con hacer que Rain mate a sus compañeras. Sin embargo, cuando todos caen a un pozo de orcos, Jamie traiciona a Simon ayudando a Yuke y a las chicas a escapar, lo que obliga a Simon inyectarse un objeto antes de desplomarse. Cuando Yuke y las chicas regresan a la mazmorra para rescatar a Jamie, Simon se interpone, revelándose que se convirtió en un no-muerto al inyectarse un artefacto que le dio Besio y planea matar a Yuke y las chicas en venganza por no haberlo ayudado a escapar. Al no poder matar a Simon, Yuke usa Misil Prismático infundido con magia oscura de Perséfone, que termina convirtiendo a Simon en una gran mancha inmóvil. Posteriormente, los Shadow Stalkers aparecen y atacan implacablemente a Simon, causándole un dolor interminable.
Jamie (ジェミー Jemī?)
 Seiyū: M.A.O
Miembro del grupo de rango A "Thunder Pike" y maga de profesión. Después de que Yuke se fue, el equipo comenzó a perder la cordura debido a las desafiantes mazmorras para las que estaban lamentablemente mal preparados; lo que resultó en que descargaran sus frustraciones en Jamie en lugar de Yuke. Jamie intentó empujar al grupo a repensar sus planes, pero fue ignorada. Cuando Yuke y las chicas son capturados por Simon y su grupo, Jamie traiciona a su grupo y ayuda a Yuke y a las chicas a escapar, pero queda atrapada en el pozo de los orcos. Más tarde, Jamie es rescatada por Yuke y las chicas y revela a Benwood los crímenes que cometieron Simon y los demás. Al ser la única sobreviviente de Thunder Pike, Jamie es castigada con la revocación de su licencia de aventurera y no podrá solicitarla de nuevo en un año. Pese a ello, es admitida en el grupo Clover. 
Barry (バリー Barī?)
 Seiyū: Sekai
Miembro del grupo de rango A "Thunder Pike", su ocupación es la de guerrero. El mayor del grupo. Quizás porque ascendió al rango A tan rápidamente, tiene confianza y una actitud arrogante hacia los demás. Se lleva bien con Simon y, a menudo, está de acuerdo con sus opiniones. Más tarde, Barry amenazó con Yuke con violar a sus amigas si no firmaba el contrato para esclavizarlo. Sin embargo, luego de caer al pozo de orcos, Barry es asesinado y devorado por los orcos.
Camilla (カミラ Kamira?)
 Seiyū: Yoshino Nanjō
Miembro del grupo de rango A "Thunder Pike", su ocupación es monje. A pesar de haber sido criada por una iglesia, carece de compasión y es condescendiente con aquellos que considera inferiores a ella. A pesar de que sabe que las elfos fueron víctimas de violaciones por parte de los orcos, Camilla cree en los cuentos de hadas que dicen que las elfos se aparean voluntariamente con ellos. Su posición requería el apoyo de Yuke, pero ella siempre lo miraba con desprecio. Aunque rara vez muestran sus emociones, tienen un gran sentido de orgullo y, a veces, suele decir cosas desagradables hacia sus aliados con naturalidad. Luego de que ella y su grupo cayeran a un pozo de orcos, Camilla es brutalmente violada por los orcos y asesinada.
Besio Salas (ベシオ・サラス Beshio Sarasu?)
 Seiyū: Kentarō Itō
Un noble de apariencia obesa que en el pasado intentó unirse al grupo de Marina antes que Yuke, pero fue rechazado. Tiene una obsesión por las chicas, en especial Rain. Al enterarse de que Yuke es el nuevo miembro del grupo, Besio le exige que deje a Clover para poder unirse a las chicas, pero Yuke lo hace tropezar con su magia y lo deja inconsciente en las calles. Más tarde, Besio se acerca a Simon y le ofrece un plan para vengarse de Clover ofreciéndole un collar de esclavo para Rain. Luego de que Clover consiguiera sobrevivir en la mazmorra, Besio exige a Yuke entregar a Rain, pero ella lo golpea y le pone el collar de esclavo amenazándolo con hacerle daño si se acercaba nuevamente a ella. Después de eso, Besio es arrestado y enviado al inspector real.
Benwood (ベンウッド Benuddo?)
 Seiyū: Tsuyoshi Koyama
Una vez fue miembro del grupo "Anubis" y actualmente es el maestro del gremio que supervisa el gremio de aventureros de Finis. Tiene un cuerpo grande y musculoso y es bastante intimidante. Está a cargo de las diversas reglas de la sociedad gremial y también tiene la autoridad para decidir sobre ascensos y descensos de rango en función de las habilidades del grupo y los logros de las misiones.
Mamal (ママル Mamaru?)
 Seiyū: Hisako Kanemoto
Es la recepcionista en el Gremio de Aventureros en Finis y es una de los miembros más antiguos del gremio. Además de preparar misiones precisas de acuerdo con las habilidades y la puntuación de credibilidad de aventurero, también puede proporcionar una variedad de información, razón por la cual Yuke confía en ella. También era miembro del legendario grupo "Anubis".
Saga (サーガ Sāga?)
 Seiyū: Satoshi Hino
El tío de Yuke, su verdadero nombre es Saga Ferdio (フェルディオ, Sāga Ferudio). Tiene excelentes habilidades como mago rojo y es el líder del legendario grupo "Anubis" que atravesó la "oscuridad incolora" hace 15 años. Para Yuke, es un maestro respetado y un aventurero al que admira, pero actualmente se desconoce su paradero.
Camelat-kun (キャメラット君 Kyameratto-kun?)
 Seiyū: Mayu Tamura
Es una herramienta mágica de fotografía automática flotante que registra perfectamente las aventuras del grupo "Clover". Está equipado con partes que se asemejan a las alas de un murciélago, lo que le permite transmitir en vivo y grabar videos mientras vuela por el aire.
Perséfone (ペルセポネー Peruseponē?)
 Seiyū: Honoka Inoue, Kikuko Inoue (forma adulta)
La Diosa que controla la vida y la muerte. Yuke y su grupo la encuentran mientras exploraban la mazmorra. Cuando Perséfone está a punto de matarlos, Yuke dice una frase que la convence de perdonar al grupo, y antes de irse, deja una marca en la cara de Yuke.
Nibeln (ニーベルン Nīberun?)
 Seiyū: Yuki Tanaka
Una chica que alberga en su corazón a la que una vez fue conocida como la "Sacerdotisa Dorada". Ella es descubierta y puesta bajo cuidado en la capital real de Glad Shi-im, a la que Clover llega mientras desafía una nueva mazmorra laberinto. Ella parece tener algún tipo de conexión con la capital real.
Loge (ロゥゲ Rouge?)
 Seiyū: Kazuhiko Inoue
Un anciano que apareció en la capital del crepúsculo, Glad Shi-im, conocida antiguamente como la "Ciudad de la Alegría". Hace apariciones repetidas mientras hace comentarios enigmáticos que confunden a Clover. Tal vez no exista en realidad, ya que nunca aparece en las transmisiones de Camerat.
Maniera (マニエラ Maniera?)
 Seiyū: Kimiko Saitō
La maestra del gremio de la ciudad comercial de Duna. Alguna vez fue miembro del grupo "Anubis" y fue una de los miembros que puso un pie en "Colorless Darkness" con Saga y Benwood. Apoya a "Clover" en su misión en Duna.
Bran Crowder (マニエラ Buran Kurauda?)
 Seiyū: Yōji Ueda
Un Conde y el tío de Rain, que quiere obligarla a casarse con el Príncipe Mastoma.
Mastoma (マストマ Masutoma?)
 Seiyū: Shunsuke Takeuchi
Segundo Príncipe de Duna, quien posee un harén de esposas. Mediante un trato con el Conde Crowder, acepta el compromiso con Rain, pero también desea tener a las demás chicas de Clover.

## Contenido de la obra

### Novelas ligeras
La novela ligera fue escrito por Kōsuke Unagi, A-Rank Party o Ridatsu Shita Ore wa, Moto Oshiego-tachi to Meikyū Shinbu o Mezasu. se serializó en el sitio de publicación de novelas web generadas por usuarios Shōsetsuka ni Narō desde el 2 de octubre de 2020 hasta el 26 de agosto de 2023. Posteriormente fue adquirida por Kōdansha, que comenzó a publicarla como una novela ligera con ilustraciones de Super Zombie bajo su sello de novelas ligeras Kodansha Ranobe Books el 2 de junio de 2021. Se han publicado tres volúmenes hasta julio de 2022.
| Volúmenes de novelas ligeras publicadas | Volúmenes de novelas ligeras publicadas | Volúmenes de novelas ligeras publicadas |
| Número                                  | Fecha de lanzamiento                    | ISBN                                    |
| --------------------------------------- | --------------------------------------- | --------------------------------------- |
| 1                                       | 2 de junio de 2021                      | ISBN 978-4-06-523716-8                  |
| 2                                       | 1 de octubre de 2021                    | ISBN 978-4-06-524789-1                  |
| 3                                       | 1 de julio de 2022                      | ISBN 978-4-06-527672-3                  |

### Manga
Una adaptación al manga ilustrada por Yūri comenzó a publicarse en el sitio web y la aplicación Magazine Pocket de Kōdansha el 25 de junio de 2021. El primer volumen tankōbon se lanzó el 8 de octubre de 2021. Los capítulos del manga se han compilado en siete volúmenes tankōbon a partir de abril de 2024.

### Anime
Se anunció una adaptación televisiva de anime para el 4 de septiembre de 2024. La serie está producida por Bandai Namco Pictures y dirigida por Katsumi Ono, con Kazuyuki Fudeyasu escribiendo los guiones de la serie, Masakazu Yamazaki diseñando los personajes y Go Sakabe componiendo la música. La serie se estrenó el 12 de enero de 2025 en Nippon TV y se emitirá durante dos cursos consecutivos. El primer tema de apertura es "Enter" interpretado por Kazuma Kawamura de The Rampage de Exile Tribe bajo el nombre solista de Rei, mientras que los temas finales de "Treasure Chest" (de los episodios 1 al 9), "Mirror" (de los episodios 10 al 17) y "Tapestry" (de los episodios 18 al 24) son interpretados por Yuki Tanaka. Crunchyroll obtuvo la licencia de la serie fuera de Asia. Muse Communication obtuvo la licencia de la serie en el Sudeste Asiático.
Se anunció una segunda temporada después del episodio final de la primera temporada.